# Tilapia ejagham
Tilapia ejagham är en fiskart som beskrevs av Andreas R. Dunz och Ulrich K. Schliewen 2010. Tilapia ejagham ingår i släktet Tilapia och familjen Cichlidae. Inga underarter finns listade i Catalogue of Life.